# Elias Marini
Elias Marini, OFM ou Elias Marinich (falecido em 1641) foi um prelado católico romano que serviu como bispo de Sardica (1624–1641).

## Biografia
Elias Marini foi ordenado sacerdote na Ordem dos Frades Menores. No dia 29 de julho de 1624, Elias Marini foi nomeado durante o papado de Urbano VIII como Bispo de Sardica. A 18 de agosto de 1624, foi consagrado bispo por Giovanni Garzia Mellini, cardeal-sacerdote de Santi Quattro Coronati, com Germanicus Mantica, bispo titular de Famagusta, e Antonio Bonfiglioli, bispo emérito de Carinola, servindo como co-consagradores. Marini serviu como Bispo de Sardica até à sua morte a 15 de junho de 1641.